# TK-12 Simbirsk
Il TK-12 Simbirsk è stato il terzo SSBN costruito della classe Typhoon. Impostato presso il cantiere Sevmash di Severodvinsk, ha prestato servizio nella Flotta del Nord. Posto in riserva a partire dal 2000, alla fine del 2006 risultava in attesa della demolizione.

## Storia
La costruzione del TK-12 iniziò presso il cantiere Sevmash di Severodvinsk il 27 aprile 1982, e lo scafo del sottomarino fu varato il 17 dicembre 1983. Entrato in servizio nella marina sovietica il 27 dicembre 1984, fu inquadrato nella 18ª Divisione della Flotta del Nord.
Nel 1986 ebbe probabilmente una collisione con il sottomarino nucleare inglese HMS Splendid. Tra il 16 settembre 1991 ed il 20 gennaio 1992 fu sottoposto a lavori di revisione. Nel 1997 fu posto fuori servizio per essere "ricaricato" di combustibile nucleare. Nel 2000, tuttavia, fu posto in riserva. Nel 2001 ricevette il nome di Simbirsk (antico nome della città di Ul'janovsk). Nel dicembre 2006 il sottomarino fu preparato per la demolizione, che dovrebbe essersi completata nel dicembre 2007.